# Mont Chiran
Le mont Chiran est une montagne située dans le bassin du Verdon et les Préalpes de Digne, dans le département des Alpes-de-Haute-Provence.

## Géographie
Le mont est le deuxième sommet des Préalpes du Verdon (massif du Montdenier) (1 905 m) après son voisin le Mourre de Chanier (1 930 m). Le Chiran est séparé du Mourre de Chanier par le Portail de Blieux, col de 1 595 m d'altitude.

## Géologie
La roche est calcaire comme dans toutes les Préalpes de Digne. Elle date du Jurassique supérieur. La montagne apparaît à partir de la genèse des Alpes, il y a 5 millions d'années.

## Voies d'accès
La montée à pied se fait normalement par Blieux. Une piste (barrée) monte à l'observatoire à partir de la D17 (venant de Rougon).

## L'observatoire

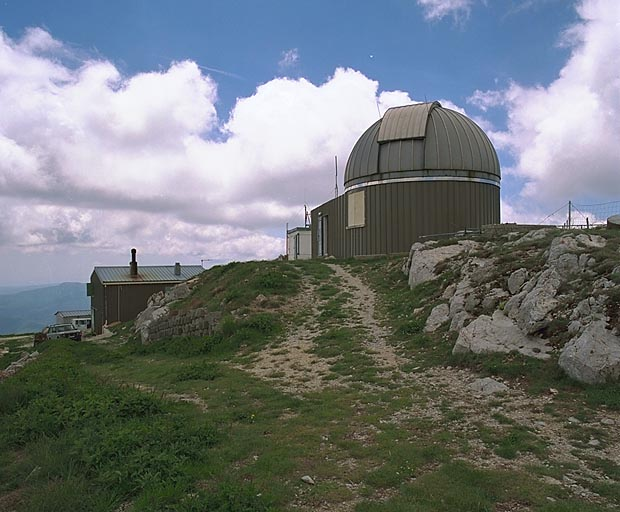
L'observatoire

Au sommet du Chiran, se trouve un observatoire astronomique qui profite des atouts du lieu (qualité de l'air, absence de lumières parasites). Il a été construit en 1974 par le CNRS, puis abandonné en 1986. L'observatoire a été remis en état par l'association ABCDE (Association blieuxoise pour la coopération, le développement et l'éducation), grâce à des fonds européens (LEADER II), et sa gestion lui a été confiée.
Il fonctionne aujourd'hui indépendamment de l'association, tout en lui restant liée. Il est ouvert au public. Le refuge permet aussi aux randonneurs de profiter d'une halte sur un itinéraire de montagne.
Le télescope a un diamètre de 406 mm et une focale d'environ 1,80 m, son ouverture (rapport f/d) est environ égale à 4,5, ce qui en fait un télescope plutôt « ouvert », et donc davantage spécialisé pour les objets du ciel profond (nébuleuses, galaxies...).

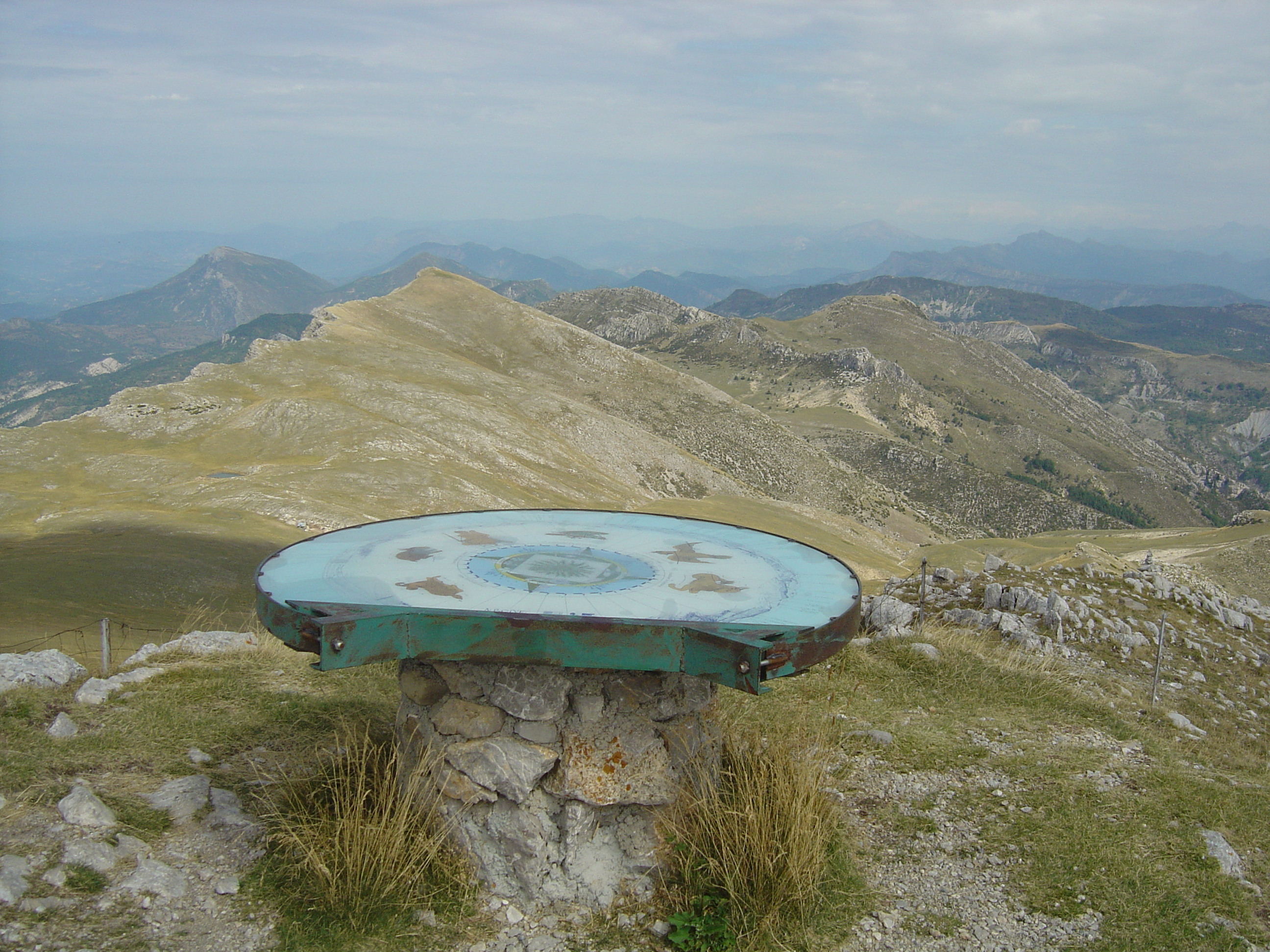
Table d'orientation du mont Chiran

Le panorama au sommet est impressionnant. En plus des Préalpes de Digne, du lac de Sainte-Croix, et du plateau de Valensole, il s'étend jusqu'à l'ensemble de la Provence (mont Ventoux, massif de la Sainte-Baume, montagne Sainte-Victoire, Luberon), des Alpes du Sud (massif des Écrins, massif des Trois-Évêchés, massif du Mercantour-Argentera), mais aussi la mer Méditerranée située à 70 km de là, le mont Lozère à 210 km, le mont Aigoual à 220 km, le pic Saint-Loup à 230 km, et même les Pyrénées orientales, avec le pic du Canigou, dont certains sommets sont à 370 km et visibles par temps très clair.